# Каль (река)
Каль (нем. Kahl) — река в Германии, протекает по Нижней Франконии (земля Бавария) и Дармштадту (земля Гессен). Правый приток Майна. Речной индекс 24772. Площадь бассейна реки составляет 206,44 км². Длина реки 35,60 км. Высота истока 290 м. Высота устья 102 м.
Система водного объекта: Майн → Рейн → Северное море.